# 欧洲质量组织
歐洲品質組織（英語：European Organization for Quality，缩写：EOQ）成立於1956年，創始組織來自五個西歐國家：西德、法國、意大利、荷蘭和英國，其法定辦公室設在布魯塞爾。作為歐洲跨學科組織及國家代表組織（NR）的協調機構，欧洲质量组织（EOQ）致力於有效改善质量管理領域，其網絡包括來自40個不同國家的國家代表、附屬成員和合作夥伴組織，達到70,000個成員和50萬家公司的聯繫。
EOQ的願景是作為歐洲质量領先的促進者通過廣泛應用質量和變革管理的理念和技術，為歐洲經濟發展其帶來新的方案，確保公民平等獲得和有效地使用質量管理體系的好處，以及確保有需要的國家發展得到援助。